# Liubov Charkashyna
Liubov Charkashyna (n. 23 decembrie 1987, Brest, RSS Bielorusă, URSS) este o sportivă ce a reprezentat Belarus, medaliată olimpică. A participat la 2 ediții ale Jocurilor Olimpice (2008, 2012) în care a câștigat o medalie de bronz.